# Combate de Monte de Urra

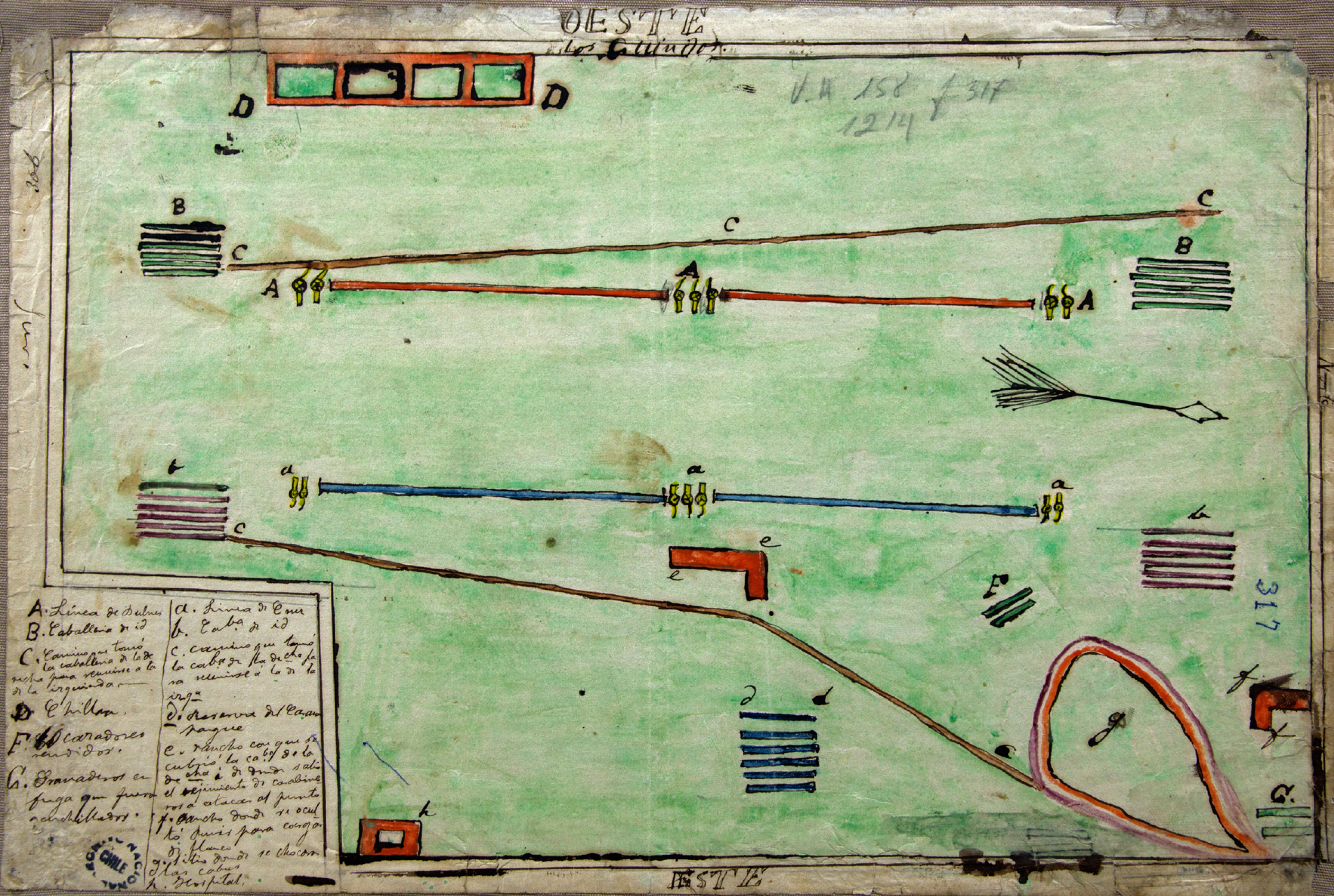
Croquis del Combate de Monte de Urra o de Los Guindos, del Fondo Benjamín Vicuña Mackenna del Archivo Nacional de Chile
A. Línea de Bulnes;
B. Caballería de Bulnes;
C. Camino que tomó la caballería de la derecha para reunirse a la de la izquierda;
D. Chillán;
F. Cazadores rendidos;
G. Granaderos en fuga que fueron acuchillados;
a. Línea de Cruz;
b. Caballería de Cruz;
c. Camino que tomó la caballería de la derecha para reunirse a la de la izquierda;
d. Reserva del Carampangue;
e. Rancho con que se cubrió la caballería de la derecha y de donde salió el regimiento de carabineros a atacar al punto;
f. Rancho donde se ocultó Ruíz para cargar el flanco;
g. Sitio donde chocaron las caballerías;
h. Hospital.

El Combate de Monte de Urra, también llamada Batalla de Los Guindos, fue un enfrentamiento bélico ocurrido el día 19 de noviembre de 1851 en las afueras de la ciudad de Chillán, entre las fuerzas del gobierno comandadas por el general Manuel Bulnes Prieto y las fuerzas revolucionarias al mando del general José María de la Cruz Prieto, en el marco de la Revolución de 1851.

## Antecedentes Generales
Ver artículo principal Revolución de 1851

## Lugar
El lugar del combate fue el fundo Monte de Urra, ubicado al nororiente de la ciudad de Chillán. Este fundo es actualmente conocido como fundo “El Mono” y en él se ubica actualmente el campus Fernando May de la Universidad del Bío Bío y sectores residenciales ubicados al nororiente de Chillán. En la época del enfrentamiento, el fundo Monte de Urra era todo el predio ubicado al oriente del camino a Coihueco antiguo, conocido hoy como avenida Andrés Bello, mientras que el sector ubicado al oeste de dicho camino corresponde al predio denominado Monte de Badillo, donde hoy se ubica la Universidad de Concepción y demás barrios ubicados más al norte y oeste de aquella como el sector de Quilamapu.

## Ocupación de Chillán
El ejército revolucionario autodenominado “Ejército Restaurador", al mando del general José María de la Cruz Prieto, ocupó la ciudad de Chillán el día 25 de octubre y  estableció su cuartel general en aquella ciudad. Señala Vicuña Mackenna:
“La acogida que el comprometido vecindario de Chillán había hecho al ejército revolucionario no era del todo lisonjera. “La aristocracia de Chillán, dice Vicuña, en su diario de campaña, nos era opuesta en su mayor parte; pero la muchedumbre nos pertenecía con el mayor entusiasmo. En el Pueblo Viejo nos vitoreaban; i nos arrojaban flores; pero al pisar la ciudad nueva, la mayor parte de las casas estaban cerradas i silenciosas”
El general Cruz, a su llegada a Chillán, dirigió una proclama:
¡Conciudadanos!
Me hallo en medio de vosotros, al frente de un ejército de valientes que va a devolver a la patria el ejercicio de sus derechos y a reconquistar sus libertades. Yo, que he envejecido en las filas de sus libertadores, cumplo en este momento con el más sagrado de mis deberes.
El egoísmo i la corrupción habían desnaturalizado el noble espíritu de la revolución consumada por nuestros padres; la justicia i la libertad reclamada por los pueblos se estrellaban contra la tiranía que degradaba la República; pero al fin, la opinión se ha alzado imponente, ha llamado en su defensa a sus antiguos guerreros, i con ellos me veis ya en marcha contra los opresores de la patria, resuelto a libertarla o a morir por ella.
¡Habitantes del Ñuble!
El entusiasmo con que habéis recibido al ejército Restaurador, i vuestra heroica cooperación para salvar la república, me hacen recordar el nuevo ardor con que en otro tiempo combatíais los mismos principios. Yo os doy las gracias a nombre de los viejos servidores de la Patria de que me hallo rodeado, a nombre de la heroica juventud que me acompaña en esta gloriosa empresa, a nombre de todos los valientes soldados del ejército, a nombre de la Patria, en fin, por cuya libertad vamos a combatir. La justicia i el honor están de nuestra parte, i la victoria será nuestra también: marchemos con paso firme hasta alcanzarla.
¡Soldados del antiguo batallón Unión! Recordad que en otro tiempo he sido vuestro jefe, i que hoi se halla en nuestras filas el bravo coronel Urrutia que entonces os mandaba. Esta coincidencia feliz parece preparada por una providencia protectora de vuestros destinos. Un solo paso nos queda que dar para asegurar el éxito de vuestros sacrificios. Vamos a presurosos al campo de batalla: aquellos de nuestros hermanos que han sido arrastrados por la violencia a las filas enemigas, al divisar nuestros pendones, volarán a abrazarnos, i nunca será más feliz que al estrecharlos en su corazón, vuestro antiguo amigo.
José María de la Cruz
Chillán, octubre 25 de 1851.

## Fuerzas enfrentadas
El ejército revolucionario ascendía a poco más de tres mil hombres, número casi igual al que ascendía el ejército del general Bulnes.
La infantería revolucionaria estaba compuesta de cerca de dos mil plazas distribuidas en cuatro batallones; la caballería constaba de poco menos de mil jinetes, que formaban cuatro regimientos, y la artillería estaba subdividida en tres baterías que contaban cinco piezas de batalla y dos culebrinas. Una compañía de rifleros norteamericanos, enganchados en Talcahuano había sido agregada a esta arma.

## Cronología previa al combate
El día 1 de noviembre, Cruz presentó su ejército en lucida parada por las calles de Chillán y celebró una misa de acción de gracias ese día de Todos los Santos.
El día 3 de noviembre comenzaron las lluvias en la zona y ese mismo día el general Bulnes comienza su avance desde su campamento en Loncomilla hacia el sur.
El día 4, el general Cruz ordenó a su ingeniero colocar en el vado más inmediato del río Ñuble (vado de Cocharcas) un andarivel para apoyar a la única lancha que cruza el río en ese punto.
El día 6 de noviembre, el general Bulnes había ocupado el pueblo de Parral y en la madrugada del día 9 hizo lo propio con el de San Carlos, en medio de una incesante lluvia, donde permaneció cuatro días.
El día 13 de noviembre, el general Bulnes reemprende su marcha hacia Chillán, mientras que el general cruz mueve su ejército hacia el vado de Cocharcas para impedir el paso del de Bulnes por el río Ñuble. Mediante una maniobra de engaño, Bulnes se movió hacia la cordillera y mandó un destacamento de caballería para distraer al enemigo que lo esperaba en la orilla sur del río Ñuble.
El día 14 de noviembre, Bulnes llegaba al vado de Nahueltoro para cruzar por ese punto el río Ñuble, lo que demoró hasta el día siguiente por la dificultad que entrañaba cruzar con la artillería.
El día 18 de noviembre, Bulnes llega al lugar llamado Casas de Peña y marcha hacia Chillán.
Mientras, el general Cruz movía el día 16 su ejército hacia la hacienda de los Guindos propiedad de los franciscanos, cercana a la confluencia del río Cato y del Ñuble para interponerse en el avance del ejército de Bulnes.
El día 19 de noviembre una avanzada del ejército revolucionario advirtió que el ejército de Bulnes de movía hacia Chillán, dando aviso al general Cruz.
A las 7 de la mañana, Cruz había formado a su ejército en línea de batalla en una altura ubicada un poco más al oriente de las casas de la hacienda Los Guindos. Una hora después se avistaron las primeras columnas del ejército de Bulnes acercarse por el camino de Chillán a la montaña.
Los primeros disparos se hicieron al pasar el ejército de Bulnes frente al camino que conduce a Los Guindos.

Cuando se disponía a hacer las primeras maniobras para iniciar el combate, el secretario del general Cruz le señaló a este:
“Señor. ¿Será posible que vayamos a matarnos entre hermanos, sin que nos digamos antes una sola palabra de reconciliación?
¡Ellos lo quieren! Le contestó Cruz. A ellos tocaba hablar, i ya ve usted como han roto sus fuegos.”
De esta manera, Cruz envió a un parlamentario con una nota dirigida a Bulnes. Como esta gestión fracasó y Bulnes proseguía su marcha hacia Chillán, Cruz ordenó el repliegue de sus tropas para cortarles el paso, deteniendo sus pasos en los suburbios de Chillán, en el lugar llamado Monte de Urra.
El famoso combate de Monte de Urra, el Junín de nuestras guerras civiles, i que tan inapropiadamente se ha llamado batalla de los Guindos, iba tener lugar.

## El combate
Pasado el mediodía, ambos ejércitos formaron su línea de batalla, en un terreno llano, sin sinuosidades ni accidentes, señala Vicuña Mackenna: 
“Una planicie rasa, empapada de verdura i de humedad, con las recientes lluvias; algún árbol solitario; si más fosos que los que bordan el camino real, que, de esta suerte, sirvieron de reparo al ejército del gobierno que por él venía; sin otras palizadas, al contrario de lo que entonces se ponderó, que los débiles maderos que dividen los potreros, dejando entre ellos tan espaciosos claros que una línea de infantería no sería detenida ni desorganizada en su marcha mas de unos pocos segundos: tal era el campo de Monte de Urra, así llamado por un matorral que crece en un bajío del terreno, i cuyo aspecto apenas haría creer hubiera merecido jamás el nombre de monte, sino fuera que en las llanuras de sur se dan estas pomposas denominaciones aun a las “manchas de palqui” que nosotros miramos como abrojos en nuestras zonas montañosas.”
La izquierda de la infantería de Cruz quedó apoyada en el sitio de Monte de Urra, mientras que su derecha rebasaba el camino real de Chillán a Talca.
A la una de la tarde ambos ejércitos estaban listos para iniciar la acción.
A las dos de la tarde, ambos ejércitos comenzaron el fuego de cañón. La violencia de este cañoneo provocó que las caballerías de ambos bandos iniciaran un movimiento de choque.
La caballería de Cruz fue a parapetarse en un bajo oculto, mientras que Bulnes, advirtiendo este movimiento y estimando que amenazaba su flanco izquierdo, ordenó que su caballería pasara a dicho costado, orden que fue mal ejecutada, pues la caballería quedó expuesta al fuego enemigo.
Otra mala maniobra del coronel de caballería de Bulnes puso a la caballería detrás de un terreno con zanjas desde donde se lanzaron contra la derecha de Cruz, la que fue rechazada por éste, provocando la confusión entre los atacantes, algunos de los cuales huyeron hacia el río Cato, siendo perseguidos y muriendo casi todos acuchillados y lanceados por los jinetes de Cruz.
Mientras, los restos de la caballería de Bulnes logró reorganizarse y batirse con sables con la caballería de Cruz, transformándose en un combate entre caballerías, razón por la cual Vicuña Mackenna compara este combate con la Batalla de Junín.
Dos nuevos cuerpos se sumaron a la refriega, por parte de Bulnes, llegaron los lanceros y de parte de Cruz los del regimiento Carampangue, tendidos en emboscada en una sementera de trigo, cargando contra los soldados de Bulnes. Al advertir el peligro, Bulnes envía a un tercer escuadrón de cazadores en su auxilio, que logran salvar a sus compañeros. Con esta escapada se puso fin al combate cerca de las tres y media de la tarde.
A las seis de la tarde ambos ejércitos estaban acampados en completa tranquilidad.
El combate, si bien tácticamente fue una victoria para los revolucionarios, haciendo que el ejército de Bulnes perdiera cerca de cien de sus mejores soldados entre bajas y dispersos que se fugaron hacia el río Ñuble, no evitó que Bulnes se apoderará de Chillán, tal y como lo hizo al día siguiente del combate.

## Consecuencias
A la mañana siguiente, día 20 de noviembre de 1851, Bulnes mediante una maniobra distractiva logró entrar y ocupar la ciudad de Chillán mientras que Cruz se replegó a la hacienda de los Guindos y el día 21 bordeando Chillán y cruzando el río homónimo, fue a situarse en la hacienda Boyén ubicada en sus márgenes con la intención de reunirse con refuerzos venidos desde Concepción.